# Barbastella
El gènere Barbastella pertany a la família dels vespertiliònids.

## Taxonomia
Aquest gènere està format per les següents 4 espècies:
- Ratpenat de bosc, Barbastella barbastellus
- Barbastella beijingensis
- Barbastella darjelingensis
- Barbastella leucomelas